# Френк Костелло
Френк Костелло (англ. Frank Costello ; справжнє ім'я — Франческо Кастілья; італ. Francesco Castiglia); 26 січня 1891 — 18 лютого 1973)  — американський гангстер італійського походження. Прозваний «Прем'єр-міністром злочинного світу», він був одним з наймогутніших і впливових босів мафії в США. Тривалий час очолював «сім'ю Лучіано», пізніше названу сім'єю Дженовезе.